# Also sprach Zarathustra (Strauss)
Also sprach Zarathustra (Op. 30) ist eine sinfonische Dichtung von Richard Strauss, frei nach Friedrich Nietzsches Also sprach Zarathustra. Sie wurde am 27. November 1896 durch das Frankfurter Städtische Orchester unter Leitung des Komponisten im Rahmen der Museumskonzerte in Frankfurt am Main uraufgeführt.

## Historisches

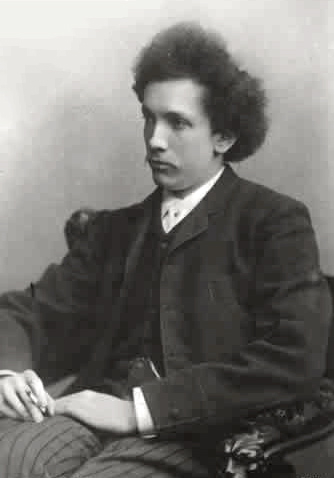
Richard Strauss, 1894

Richard Strauss fand 1895 Gefallen an Nietzsches kulturkritischen Angriffen auf das deutsche „Philistertum“. So war er erklärtermaßen dem Christentum ebenfalls abgeneigt. Vielleicht hatte auch die Sprache Nietzsches Strauss musikalisch unmittelbar herausgefordert: Bemerkenswert ist, dass die vier Teile von Nietzsches Zarathustra den Sätzen einer Sinfonie entsprechen. Nietzsche konzipierte die Schrift als einen dionysischen Dithyrambos, eine Hymne, der eine große Musikalität innewohnt. Nietzsche selbst meinte: „Unter welche Rubrik gehört eigentlich dieser ‚Zarathustra‘? Ich glaube beinahe, unter die ‚Symphonien‘.“ Ob Strauss bei der Arbeit von Anfang an an Nietzsche dachte, steht nicht fest; Hinweise in den Skizzen lassen erkennen, dass ihm bei der Komposition auch Goethes Faust vor Augen stand, daraus vor allem der Monolog Fausts zu Beginn sowie die Beschwörung des Erdgeistes.
Zur selben Zeit vertonte Gustav Mahler im vierten Satz seiner 3. Sinfonie das Lied O Mensch! Gib acht! aus Nietzsches Zarathustra.

## Besetzung
Also sprach Zarathustra hat folgende Instrumentenbesetzung:
- 1 Piccoloflöte
- 3 Flöten
- 3 Oboen
- 1 Englischhorn
- 1 Klarinette in Es
- 2 Klarinetten in A/B
- 1 Bassklarinette in B
- 3 Fagotte
- 1 Kontrafagott
- 6 Hörner in F
- 4 Trompeten in C
- 3 Posaunen
- 2 Tuben
- Pauken
- Große Trommel
- Becken
- Triangel
- Glockenspiel
- Röhrenglocken
- Orgel
- 2 Harfen
- Streicher

## Aufbau
Eine normale Aufführung dauert ca. eine halbe Stunde. Das Stück ist in neun Teile gegliedert, die allerdings nur an drei Stellen von Pausen getrennt werden. Strauss benannte die Teile nach Kapiteln aus dem Buch:
1. Einleitung, oder Sonnenaufgang
2. Von den Hinterweltlern
3. Von der großen Sehnsucht
4. Von den Freuden und Leidenschaften
5. Das Grablied
6. Von der Wissenschaft
7. Der Genesende
8. Das Tanzlied
9. Nachtwandlerlied

## Musikalische Deutung
Am Anfang des ersten Teils steht die „Vorrede“ Zarathustras mit der berühmten Steigerung (Crescendo) ausgehend von dem „Natur-Motiv“ (c’-g’-c’’) – wobei das Tongeschlecht zunächst zwischen Dur und Moll changiert. Dieses Motiv durchzieht den ganzen ersten Teil, der, nach lautstarker Wiederkehr ebendieses „Natur-Motivs“ im Genesenden in einer Generalpause endet. Die musikalische Struktur kurz vor der Generalpause entspricht dem Zusammenbruch Zarathustras aus Überdruss am Menschen. Die Rekonvaleszenz Zarathustras im zweiten Teil der Komposition ist ganz vom „Tanzlied“ geprägt, das, lange zwischen H-Dur und C-Dur pendelnd, zuletzt in ein verklärtes H-Dur mündet. Doch ganz zum Schluss ertönt in den tiefen Streichern gegen H-Dur in höchster Lage wieder das Naturmotiv C-G-c: die ewige Wiederkehr des Gleichen?
Die Tondichtung beginnt mit der Entscheidung Zarathustras vor dem Sonnenaufgang, zu den Menschen hinabzusteigen. Das Tremolo der Kontrabässe sowie der Orgelpunkt im Orgelpedal und im Kontrafagott auf dem Grundton C bilden den Hintergrund zum durch das „Natur-Motiv“ dargestellten Sonnenaufgang, das sich aus den ersten fünf Tönen der physikalischen Obertonreihe zusammensetzt. Angetrieben von Paukenschlägen wird nach einigen Sforzati und Kadenzen der C-Dur-Höhepunkt erreicht, zu dem Strauss die Orgel, die dem Ganzen einen religiösen Ton beigibt, hinzuzieht.
Das Kontrastprogramm dazu folgt in „Von den Hinterweltlern“, die an einen unvollkommenen Gott glauben und in ihrer Welt zwischen Gut und Böse gefangen sind. Strauss erzeugt durch ein von vielfach geteilten Streichern „mit Andacht“ vorgetragenes kantables As-Dur-Thema eine religiöse Atmosphäre. „Credo in unum deum“, spielen die Hörner und die Orgel, durchaus mit Ironie. In „Von der großen Sehnsucht“ kämpft das in gebrochenen Dreiklängen aufsteigende Sehnsuchtsmotiv gegen die andächtigen Motive des vorhergehenden Teils. Die Sehnsucht obsiegt und wird nur vom wieder auftretenden „Natur-Motiv“ gebändigt. Im Von den Freuden und Leidenschaften, einem großen Thema in c-Moll, wird selbigen Gefühlen freier Lauf gelassen. Das „Freude-Motiv“ kann an dem Dezimsprung erkannt werden, dem eine chromatisch fallende Melodie folgt. Gegen Ende kündigen sich allerdings im Ekel-Motiv der Posaunen Zweifel an. Dies leitet über zum „Grablied“, in dem die Oboe eine klagende Melodie anstimmt. Motive aus den vorhergehenden Teilen klingen an, vor allem in der Solovioline, wie in Reminiszenz an eine bessere Zeit. Ein Liegeton leitet über zu „Von der Wissenschaft“. In diesem Teil nimmt Strauss kleinkarierten Akademismus mit einer trockenen Fuge aufs Korn.
„Der Genesende“ ist das Zentrum des Werks. Dieser Abschnitt beginnt mit dem Quint-Quart-Motiv der Trompeten aus der Einleitung, das ausgehend vom Spitzenton mit einer Zwölftonreihe fortgesetzt wird. Im ersten Teil steuert die Musik auf Zarathustras Zusammenbruch zu: Am Ende einer dramatischen Steigerung schmettern die Blechbläser das „Natur-Motiv“ über einem in dreifachem Forte gehaltenen C-G-Akkord des ganzen Orchesters. Generalpause. Langsam erhebt sich Zarathustra wieder, der zweite Teil des Werkes beginnt. Im Vergleich zum ersten Teil ist er einheitlicher gestaltet. Zarathustras Genesung nimmt ihren Lauf: Ein schwungvoller Walzer in C-Dur, in dessen dithyrambischen Jubel auch die Themen des ersten Teils hineingezogen werden, mündet in das „Tanzlied“: Ausgangspunkt für eine längere Durchführung und Reprise.
Nach zwei großen Steigerungswellen klingt der Schwung aus „Nachtwandlerlied“, das mit dem ersten Glockenschlag von insgesamt zwölf Mitternachtsschlägen beginnt. Die Musik scheint sich in H-Dur, der Tonart der großen Sehnsucht, zu erfüllen. Doch klingt das Werk in einem Zwiespalt zwischen C-Dur und H-Dur aus, zwischen Natur und Geist. Während die Violinen und die hohen Holzbläser mit H-Dur-Akkorden das Werk zu einem friedlichen Schluss zu bringen versuchen, hindert sie daran das „Natur-Motiv“ in C-Dur, von Celli und Bässen im Pizzicato gespielt.
Es gibt kein Gut oder Böse mehr. Der Bogen zum Beginn des Stücks ist geschlagen. Verheißt das den nächsten Morgen, die „ewige Wiederkehr des Gleichen?“ In jedem Fall wirkt die formale Geschlossenheit wie ein Narkotikum gegen die Widersprüche der Welt, an denen Nietzsche verzweifelte.

## Adaptionen

### Film
Weltberühmt wurden die einleitenden Takte des Stückes durch Stanley Kubricks Film 2001: Odyssee im Weltraum. Für den Film wurde eine Aufnahme mit den Wiener Philharmonikern unter Herbert von Karajan verwendet. Auf der als Soundtrack veröffentlichten Schallplatte wurde Karajans Aufnahme allerdings durch eine Einspielung von Karl Böhm mit den Berliner Philharmonikern ersetzt.
Auf diesen Film und das Musikstück beziehen sich viele andere Filme, meist in komödiantischer Art:
- Werner – Beinhart! in der Das-erste-menschliche-Wort-Szene
- WALL-E – Der Letzte räumt die Erde auf, als der Kapitän des Raumschiffs sich gegen den Schiffscomputer auflehnt.
- Simpsons in mehreren Folgen und im Kinofilm, z. B. um die Ausdehnung von Homer Simpsons Bauch zu verdeutlichen.
- Futurama, als der Roboter Bender im All treibend zum „Metallgott“ für winzige Wesen wird, die auf ihm leben.
- Scott & Huutsch beim ersten Auftritt der Dogge Huutsch
- Eine schrecklich nette Familie als Soundtrack in Al Bundys selbst produziertem Film „Sheos“ (im Film ein absichtlich falsch geschriebenes „Shoes“ = engl. für „Schuhe“).
- Charlie und die Schokoladenfabrik zur Teleportation einer riesigen Schokoladentafel.
- Die haarsträubende Reise in einem verrückten Bus, als der atomangetriebene Superbus „Cyclops“ langsam aus der Garage gefahren wird.
- Planet 51, als der Astronaut Chuck den vermeintlich unbewohnten Planeten betritt und in überzogener „Neil-Armstrong-Manier“ die Flagge aufsetzt.
- Die fantastische Welt von Gumball am Anfang der Folge 2.20a, „Die Welt“
- Zoolander beim Versuch von Hansel und Zoolander, an die Daten auf Ballsteins Computer zu kommen.
- The Big Bang Theory, Episode #1.09 (Der Cooper-Hofstadter-Antagonismus): Howard steuert die Stereoanlage über das Internet, man hört die Anfangssequenz.
- Alf Staffel 2, Episode 3: Nachdem Nachbarin Raquel Alf gesehen hat, glaubt sie, verrückt zu sein. Mithilfe seines Raumschiffscomputers manipuliert er den Fernseher, maskiert sich notdürftig und spricht zu Raquel, dass er wirklich existiere. Im Hintergrund hört man dabei die Anfangssequenz.
- Toy Story 2 Während Buzz auf Zurgs Planet über dem Abgrund über runde Platten springt[3]
- Cars 3: Während Lightning am Autorennen „Thunder Hollow“ teilnimmt.
- Barbie: Im Intro vom Film wird Bezug auf die Anfangsszene von 2001 genommen. Während Ken über das Patriarchat erfährt, wird das Musikstück abgespielt.

### Musik
- Die englische Rockband Deep Purple setzte das Anfangsmotiv am Beginn ihrer Interpretation von River Deep, Mountain High ein, erschienen auf dem Album The Book of Taliesyn (1968).
- Elvis Presley benutzte es als triumphalische Einleitung jedes seiner Konzerte seiner späteren Karriere von 1971 bis zu seinem letzten Konzert im Juni 1977.
- Der brasilianische Musiker Eumir Deodato arrangierte eine funkige Interpretation der Einleitung auf seinem Album Prelude, deren Singleversion 1972 auch in die Charts einzog. Eine Coverversion des Arrangements wurde 2001 von der Mardi Gras Brass Band mit Deodato als Gastmusiker veröffentlicht.
- 1973 erschien eine jazzige Big-Band-Interpretation von Stan Kenton & His Orchestra.
- Der japanische Elektronikkünstler Isao Tomita (1932–2016) komponierte eine Version auf Synthesizer.
- Das Salsoul Orchestra setzte die Anfangstakte als Auftakt für seinen Titel Salsoul 3001 ein, welcher auf der B-Seite der LP Nice 'N' Naasty (1976) erschien.[4]
- Perplexer verwendete den Anfang des Stückes 1994 als Motiv seiner Single Da Capo, welche bis in die Top Ten der deutschen Charts stieg.
- Die US-amerikanische Progressive-Metal-Band Dream Theater spielte die Anfangstakte als Eröffnungsthema ihrer Chaos in Motion-Tournee 2007.
- 2009 wurde es von der US-amerikanischen Nu-Metal-Band Limp Bizkit auf der Unicorns N' Rainbows Tour als Intro verwendet.
- Von der US-amerikanischen Nu-Metal-Band Mudvayne wurde es in früheren Konzerten als Anfangsthema/Intro verwendet.
- Das deutsche Blechbläserensemble Blechschaden arrangierte das Thema in dem Stück Also Brass Zarathustra, erschienen auf dem gleichnamigen Album (2009).
- Das Technomusikprojekt Members of Mayday verwendete das Anfangsmotiv in der Hymne Made in Germany zur 2012 stattfindenden Technoveranstaltung Mayday.
- Die Ärzte benutzen eine verfremdete Version als Intro ihrer Festivalkonzerte 2019.[5]
- 2020 nutzte die US-amerikanische Rockband The Flaming Lips die Anfangssequenz des Stückes als Einleitung zu ihrem Konzert in der Oper von Sydney anlässlich des 20-jährigen Jubiläums ihres Albums The Soft Bulletin.[6]

### Sonstiges
- Verschiedene Planetarien begleiten das Herauffahren des Sternenprojektors mit dem Anfangsthema des Stückes.
- Es dient auch zur Untermalung des Feuerwerks am Ende jeder Vorstellung der Störtebeker-Festspiele in Ralswiek auf Rügen.
- Der US-amerikanische Wrestler Ric Flair verwendet es als Einzugshymne.
- Das Anfangsthema wurde bereits in den 1970er Jahren jeweils einige Minuten vor dem Anpfiff der Heimspiele der Fußballmannschaft von Borussia Mönchengladbach im alten Bökelbergstadion intoniert.
- Im 1996 erschienenen Computerspiel Heroes of Might and Magic II wird das Stück als Musikuntermalung verwendet; auch in vielen weiteren Videospielen ist die Einleitung des Musikwerks an bestimmten Stellen zu hören. So zum Beispiel in der Evolutionssimulation Spore, wenn die eigene Spezies das Feuer entdeckt.
- Das Stück wurde für einige Jahre in Werbespots der Biermarke Warsteiner verwendet.
- Auch Ikea verbaute den „Sonnenaufgang“ im Werbespot zur Nachhaltigkeit.[7]